# William Carey (Höfling)

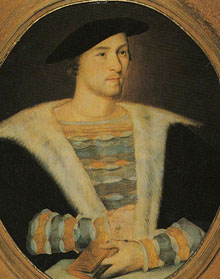
William Carey, Hans Holbein dem Jüngeren zugeschrieben

Sir William Carey of Aldenham (* um 1500; † 22. Juni 1528) war ein englischer Höfling und Protegé Heinrichs VIII. Er diente dem König als Gentleman of the Privy chamber und als Esquire of the body. Seine Frau, Lady Mary Boleyn, ist bekannt als Mätresse Heinrichs VIII. und als Schwester dessen zweiter Frau Anne Boleyn.

## Leben
William Carey war der zweite Sohn von Sir Thomas Carey (1455–1500), Gutsherr von Chilton Foliat in Wiltshire, und dessen Frau Margaret Spencer, der Tochter von Sir Robert Spencer, Gutsherr von Spencercombe in Devon, und Lady Eleanor Beaufort. Die Familie Carey stammte ursprünglich aus Devon, wo sie die Anwesen Cockington und Clovelly besessen hatte. Lady Eleanor war die Tochter von Edmund Beaufort, 1. Duke of Somerset, dessen Bruder John Beaufort, 1. Duke of Somerset, der Vater von Margaret Beaufort, Countess of Richmond and Derby, Großmutter Heinrichs VIII., war; demzufolge waren William und Heinrich VIII. Cousins dritten Grades. Williams Tante mütterlicherseits war Catherine Spencer, Countess of Northumberland, durch sie war er Cousin ersten Grades von Henry Percy, 6. Earl of Northumberland, dem ehemaligen Verehrer von Williams Schwägerin Anne Boleyn.
Am 4. Februar 1520 heiratete er Lady Mary Boleyn, die ältere Tochter von Thomas Boleyn, 1. Earl of Wiltshire, und dessen Frau Lady Elizabeth Howard. Er war Gutsherr von Aldenham in Hertfordshire und bewohnte das dortige Anwesen.
Kurz nach der Hochzeit wurde Mary die Geliebte König Heinrichs VIII. Die Familie Boleyn erhielt Ländereien und auch Carey profitierte von der Untreue seiner Frau, da ihm vom König während des Verlaufs der Affäre Güter und Anwesen geschenkt wurden. Carey war zudem ein bedeutender Kunstsammler und führte den berühmten niederländischen Maler Lucas Horenbout Mitte der 1520er Jahre in England ein. Ein möglicher Grund, warum der athletische Heinrich VIII. William Carey begünstigte, war, dass dieser Gefallen an Aktivitäten wie Reiten, Jagd und Turnierkämpfen fand. Carey tat sich im Tjost beim Camp du Drap d’Or 1520 hervor. 1523 nahm William Carey am Feldzug nach Schottland teil und wurde dabei vom Thomas Howard, 2. Duke of Norfolk zum Knight Bachelor geschlagen.
Anne Boleyn, Marys Schwester, fiel Heinrich ein Jahr nach dem Ende seiner Affäre mit Mary auf. Er machte ihr 1527 einen Heiratsantrag. William Carey erlebte den Erfolg seiner Schwägerin nicht mehr, da er 1528 am Englischen Schweiß starb. Bei seinem Tod war er stark verschuldet, sodass seine Witwe gezwungen war, ihren Schmuck zu verpfänden, bevor ihre Schwester Anne eine Pension für sie arrangierte. Mary Boleyn heiratete 1534 in zweiter Ehe William Stafford.

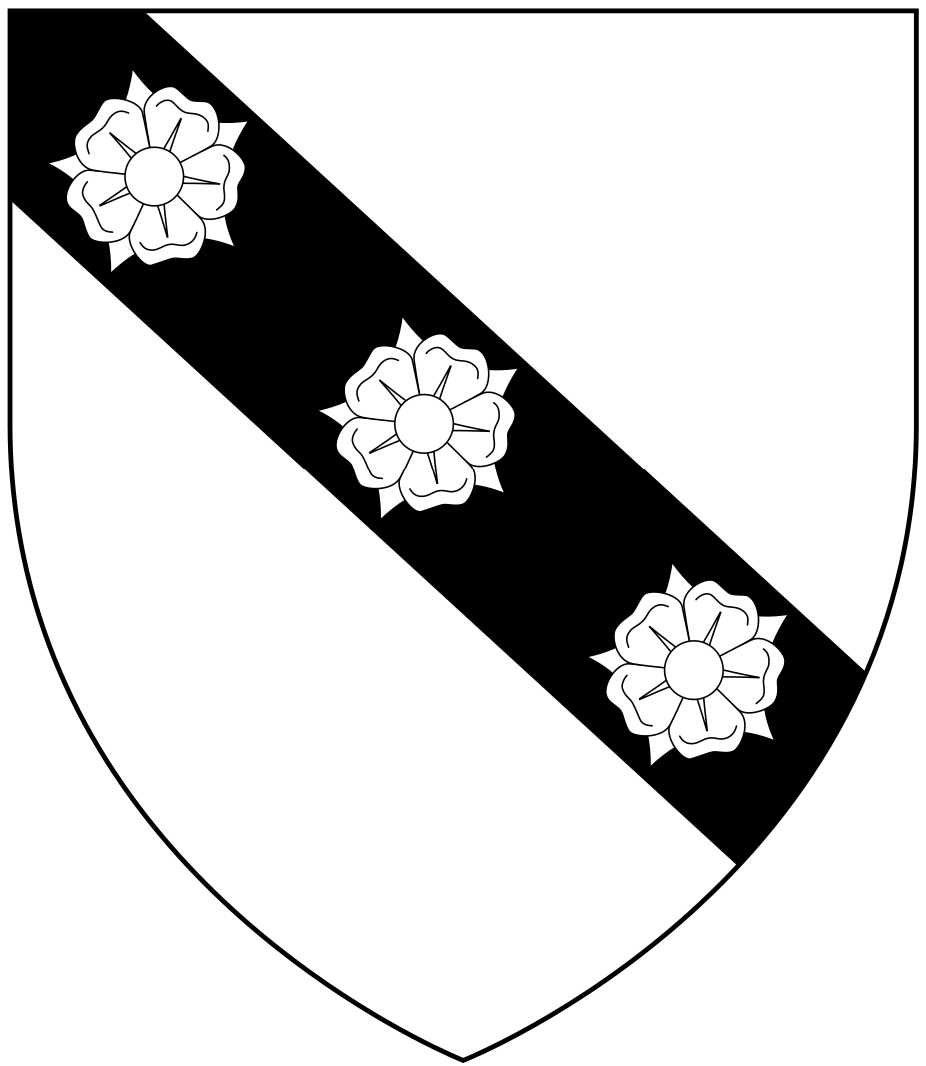
Wappen der Familie Carey

## Nachkommen
Aus seiner Ehe mit Mary Boleyn hatte William Carey zwei Kinder:
- Catherine Carey (* um 1524; † 15. Januar 1569) ⚭ Sir Francis Knollys (1514–1596); Ehrenjungfer Anna von Kleves und Catherine Howards, später Hofdame ihrer Cousine Elisabeth I.
- Henry Carey, 1. Baron Hunsdon (* 4. März 1526; † 23. Juli 1596) ⚭ Anne Morgan (um 1527–1607)

Aufgrund von Marys Affäre mit Heinrich VIII. wurde oft angenommen, dass Catherine und Henry stattdessen die biologischen Kinder Heinrichs VIII. gewesen sein könnten. Die Wahrhaftigkeit dieser Behauptung wird in der Forschung diskutiert. Heinrich VIII. erkannte Catherine und Henry im Gegensatz zu seinem unehelichen Sohn Henry Fitzroy jedoch nie als seine Nachkommen an.

## Fiktive Darstellungen
Im Film Die Schwester der Königin (2008) wurde William Carey von Benedict Cumberbatch dargestellt.